# Marga d’Andurain

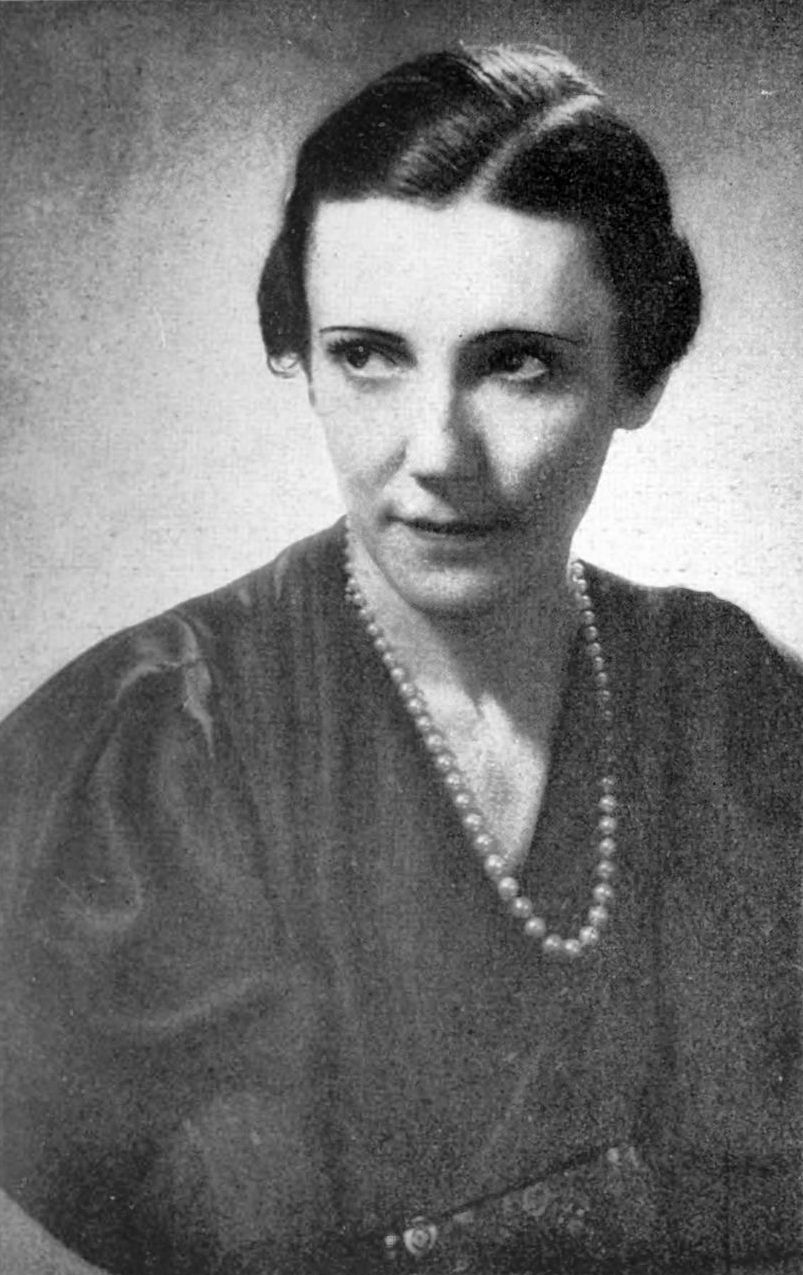
Marga d’Andurain (1947)

Marga d’Andurain (* 29. Mai 1893 in Bayonne; † 5. November 1948 in der Bucht von Tanger), geboren als Jeanne Amélie Marguerite Clérisse, war eine französische Abenteurerin, die knapp ein Jahrzehnt ihres Lebens im Nahen Osten, vor allem in Palmyra, verbrachte und in dieser Zeit ohne Erfolg versuchte, als erste westliche Frau nach Mekka zu gelangen.
In den Fokus der europäischen und US-amerikanischen Presseöffentlichkeit geriet sie, als sie Ende 1946 in Nizza unter dem Vorwurf verhaftet wurde, ihren Patensohn und Neffen vergiftet zu haben, ein zweites Mal dann zwei Jahre später, als sie auf ihrer Jacht in der Bucht von Tanger ermordet wurde. In dieser Zeit wurden ihr plakative Begriffe zugedacht, die ihr Leben im Nahen Osten beschreiben sollten: „Nachahmerin de Brinvilliers“, „Spionin und Doppelagentin“, die „Mata Hari in den Schatten stellt“, „Amazone der Wüste“, „Ex-Königin von Palmyra“, „Abenteurerin der 20 Verbrechen“, „Giftmörderin“. Es wurde vergebens erwartet, dass sie nach ihrer Verhaftung für eine ganze Reihe von Todesfällen in ihrer Umgebung zur Verantwortung gezogen werde, zu denen ihr bislang nichts nachzuweisen war.

## Leben
Marga Clérisse, die Tochter von Maxime Clérisse, Magistrat und Richter in Bayonne, und Marie Diriart, heiratete 17-jährig am 13. Februar 1911 in Bayonne den zwölf Jahre älteren Pierre d’Andurain. Der Hochzeit folgte eine monatelange Reise durch Spanien und Nordafrika, bis finanzielle Gründe eine Heimkehr erforderten. 1912 reiste das Ehepaar zur Aufnahme einer Pferdezucht nach Argentinien, die wieder aufgegeben wurde, als Pierre sich nach Ausbruch des Ersten Weltkriegs zur Armee meldete, aus der er später wegen Krankheit entlassen wurde. Nach dem Krieg erfolgten mehrere Versuche (insbesondere Margas), sich in Frankreich eine Existenz aufzubauen, 1925 dann – Marga hatte durch den Tod ihres Vaters geerbt – beschloss das Ehepaar, mit seinen beiden Söhnen (Jean-Pierre, * 1911, und Jacques, * 1916) erneut das Land zu verlassen.
Die Familie landete im November 1925 in Alexandria und ließ sich in Kairo nieder, wo Marga ein Schönheitszentrum für reiche Europäerinnen und Ägypterinnen eröffnete, nachdem das Ehepaar sich den Grafentitel zugelegt hatte, der sie während ihres Aufenthalts in den arabischen Ländern begleitete und dazu diente, beruflich und gesellschaftlich höchste Kreise zu erreichen. Eine Reise zwei Jahre später aus dem britisch beherrschten Ägypten über Haifa, Jerusalem und das Tote Meer ins französisch regierte Syrien und dort nach Damaskus und Palmyra, die Marga mit einer Bekannten unternahm, dazu Colonel W. F. Sinclair, ein Mitarbeiter des Nachrichtendienstes der britischen Armee in Haifa, führte zu dem Verdacht, dass Marga eine Spionin in britischen Diensten (sowie Sinclairs Geliebte) sei, den sie nie wieder loswurde. Diese Reise führte dazu, dass Marga d’Andurain mit ihrer Familie nach Palmyra umzog, anfangs, um dort einen neuen Versuch zur Pferdezucht zu unternehmen, dann aber, um das einzige zivile Gebäude in Palmyra zu übernehmen, ein von Fernando de Aranda gebautes Hotel, dem sie den Namen Hôtel Zenobie gaben: ihr Kundenkreis bestand vor allem aus Archäologen, weniger aus Touristen. Kurz nach dem Umzug ließ Marga sich scheiden, lebte aber weiterhin mit Pierre zusammen.
Fünf Jahre später, im Frühjahr 1933, entwickelte Marga die Idee, als erste Europäerin nach Mekka zu reisen, dies mit einem Mehari aus ihrer Umgebung, Soleiman el Dekmari als islamischem Ehemann, der so auf ihre Kosten und gegen eine Bezahlung am Ende des Unternehmens in seine Heimat zurückkehren konnte. Sie trat zum Islam über, und ging eine Scheinehe mit Soleiman ein (den sie als „le mari passeport“ bezeichnete) und reiste mit ihm über Beirut und Port Said auf einem Pilgerschiff auf die arabische Halbinsel. Sie kam jedoch nur bis Dschidda, da man ihr für den Besuch Mekkas eine zweijährige Wartezeit nach dem Übertritt zum Islam abverlangte. Als Soleiman allein weiterreiste, wurde Marga in einen Harem gebracht (den des Untergouverneurs von Dschidda), als einzigem Ort, an dem sich eine Frau ohne männliche Begleitung in Ehren und Sicherheit aufhalten konnte. Sie sah ihr Vorhaben scheitern und es gelang ihr, Kontakt mit dem französischen Konsul aufzunehmen, der ihr jedoch erklärte, für sie nichts tun zu können, da sie mit der Heirat die französische Staatsbürgerschaft zugunsten der ihres Ehemannes aufgegeben habe. Lediglich wenn sie Witwe sei, könne man verhandeln, sie zu ihrer Familie in Frankreich zurückzubringen.
Soleiman starb kurz nach seiner Rückkehr und beschuldigte dabei vor Zeugen seine Frau, von ihr durch Medikamente vergiftet worden zu sein, die er seit Beginn der Pilgerreise einnahm. Daraufhin wurde Marga am 21. April 1933 inhaftiert. Es wurde kein Gift gefunden, eine Autopsie unterblieb. Dem Gericht genügten jedoch die Anschuldigungen Soleimans nicht, Marga wurde nach 63 Tagen freigelassen und durfte das Land verlassen.
Sie reiste nach Bayonne und logierte sich dann für zwei Wochen Mitte August im Hôtel du Rocher in Biarritz ein. Im Mai 1934 erschien eine von ihr verfasste Artikelserie in der Zeitung Le Courrier de Bayonne unter dem Titel „Mektoub“, im Intransigeant unter dem Titel „Sous le voile de l’Islam“.
Nachdem sie in den Nahen Osten zurückgekehrt war, heiratete sie am 5. Dezember 1936 in Beirut erneut ihren ersten Ehemann. Dieser wurde gut drei Wochen später, am 28. Dezember 1936, in Palmyra mit 17 Messerstichen getötet, wobei das Motiv unklar blieb und kein Täter ermittelt wurde. Fast unmittelbar danach verließ sie den Nahen Osten für immer.
Während des Zweiten Weltkriegs lebte sie in Paris und geriet – wie viele andere auch – in finanzielle Schwierigkeiten, die sie durch Schwarzmarktgeschäfte zu beheben versuchte. Ihr Sohn Jacques hatte sich der Résistance angeschlossen, mit der sie auch in Berührung kam, als am 21. August 1941 eine Waffe aus ihrem Besitz beim Attentat in der Métro Barbès benutzt wurde. Als sie Drohungen der Gangster Bonny und Lafont erhielt, die die französischen Hilfstruppen der Gestapo anführten, floh sie Ende 1943 nach Algier, wo sie von Emmanuel und Grace d’Astier de la Vigerie aufgenommen wurde. Am 2. Februar 1945 beging ihr älterer Sohn Jean-Pierre in Wittenheim Selbstmord.
Nach dem Krieg ließ sie sich in Nizza nieder, wo sie im November 1945 unter dem Vorwurf verhaftet wurde, ihren 26-jährigen Neffen und Patensohn, Raymond Clérisse, vergiftet zu haben: er hatte auf die Rückseite eines Metrotickets geschrieben: „Die Praline, die Marga mir gab, schmeckte seltsam.“ Im Januar wurde sie gegen Kaution freigelassen und danach von der Justiz nicht mehr behelligt.
1948 kam sie gemeinsam mit korsischen Schmugglern in den Besitz der Jacht Djeilan, ohne deren Eigentümer zu sein, mit der sie in den Handel mit Gold aus dem Kongo über die Freihandelszone Tanger, also ohne jeglichen staatlichen Einfluss, einsteigen wollte. Dort verschwand sie schließlich am 5. November 1948 in der Bucht von Malabata von Bord, ihre Leiche wurde nie gefunden. Einer ihrer Angestellten, Hans Abel (der vorgegeben hatte, Italiener zu sein und Poncini zu heißen), und seine Freundin Helene Kuntz wurden des Mordes schuldig gesprochen. Hans Abel wurde zu 20 Jahren Haft verurteilt und nach zehn Jahren wegen guter Führung entlassen, Helene Kuntz zu einem Jahr Gefängnis.

## Belletristik
- Annemarie Schwarzenbach, Bei diesem Regen, Erstausgabe 1989, Kapitel 7: Beni Zainab online; in der Erzählung tritt Marga d’Andurain als „Madame d’Elbros“ auf
- Mathias Énard, Kompass, 2016, ISBN 9783446253155